# Fröskogs distrikt
Fröskogs distrikt är ett distrikt i Åmåls kommun och Västra Götalands län. 
Distriktet ligger sydväst om Åmål. 

## Tidigare administrativ tillhörighet
Distriktet inrättades 2016 och utgörs av socknen Fröskog i Åmåls kommun.
Området motsvarar den omfattning Fröskogs församling hade vid årsskiftet 1999/2000.